# Srdeční ozvy
Srdeční ozvy jsou projevem srdeční činnosti, způsobené vibrací částic krve, chlopní a stěn komor. Mají velký diagnostický význam. Rozlišují se celkem čtyři ozvy, z toho první dvě je možné poslouchat fonendoskopem při auskultaci, zbylé dvě pouze v rámci fonokardiografie.

## Jednotlivé srdeční ozvy
Srdeční ozvy se píší římskými číslicemi. První dvě jsou slyšitelné při běžné srdeční činnosti, poslední dvě jsou mnohem vzácnější a obvykle znamenají nefyziologický stav.

### I. srdeční ozva
I. srdeční ozva je časově nejdelší ze všech. Trvá až 150 milisekund, začíná asi 50-70 ms po začátku komplexu QRS na elektrokardiogramu, její zvukové vlny mají frekvenci 25-45 Hz. Souvisí s uzavíráním cípatých chlopní na začátku fáze izovolumické kontrakce a s následnými ději v této fázi. Je složena ze tří fází. První fáze se projevuje nízkou amplitudou způsobenou vibracemi krve, stěn komor a cípatými chlopněmi souvisejícími se zavíráním těchto chlopné na začátku fáze izovolumické kontrakce. Následují vyšší amplitudy způsobené vibracemi krve a stěn komor při zvýšení nitrokomorového tlaku v průběhu kontrakce v téže fázi. Následují nižší amplitudy, které vznikají na začátku ejekční fáze.

### II. srdeční ozva
II. srdeční ozva vzniká vibracemi aortální a pulmonální chlopně při jejich zavírání na konci ejekční fáze a změnou hemodynamických parametrů krve v jejich bezprostředním okolí (náhlé zpomalení krve). Je kratší než předešlá ozva, začíná na konci či po skončení vlny T. Skládá se ze dvou fází, které u dospělých obvykle splývají, u dětí druhá fáze následuje po první fázi přibližně po 30 milisekundách. První fáze značí uzávěr aortální chlopně, druhá pulmonální chlopně. Časový odstup těchto fází se projevuje především při nádechu (inspiriu). Snížený nitrohrudní tlak při nádechu znamená vyšší žilní návrat krve do pravé předsíně. Vyšší náplň pravé předsíně znamená zvýšené plnění pravé komory, tj. vyšší preload (předtížení). Vyšší předtížení vyžaduje delší čas na ejekci. U dětí je nižší odpor v řečišti arteria pulmonalis. To se mění s věkem: V dospělosti je odpor plicního řečiště větší, obě fáze tedy časově splývají.

### III. srdeční ozva
III. ozva je způsobena kmitáním stěn komor po rychlém přítoku krve na začátku fáze plnění diastoly. Vzniká asi 100-120 milisekund po skončení repolarizace komor (vlna T). Fyziologicky je slyšitelná jen u dětí, výskyt u dospělých je patologický.

### IV. srdeční ozva
IV. srdeční ozva vzniká díky vibracím komorových stěn po rychlé ejekci krve z předsíní v závěru fáze plnění diastoly, a to na konci vlny P. Jelikož kontrakce (systola) síní je obvykle za fyziologických podmínek nedůležitá (tak slabá, že se neprojeví existencí ozvy), zvýšená kontrakce síní projevená existencí IV. ozvy značí selhávající komoru. Zvýšená kontrakce síní je umožněna zvýšenou elasticitou plic (fibróza myokardu) či chronickým přepracováním svaloviny komor.

## Poslechová místa
První ozva je nejlépe slyšitelná přímo nad srdečními komorami:

### I. ozva
I. ozva je nejlépe zachytitelná přímo nad srdečními komorami:
- mitrální chlopeň (levé srdce) - v oblasti srdečního hrotu neboli v 5. mezižebří medioklavikulárně vlevo
- trikuspidální chlopeň (pravé srdce) - ve 4. - 5. mezižebří parasternálně vpravo

### II. ozva
Její zvukové vlny jsou přenášeny krví. Poslechová místa jednotlivých chlopní jsou proto odlišná od jejich anatomických poloh:
- aortální chlopeň - ve 2. mezižebří parasternálně vpravo
- pulmonální chlopeň - ve 2. mezižebří parasternálně vlevo

## Fonokardiografie a význam v diagnostice
Diagnostická metoda zaznamenávající srdeční ozvy se nazývá fonokardiologie. Její grafický záznam je fonokardiogram. Používají se velmi citlivé mikrofony a filtry „propouštějící“ jen žádané frekvence. Srdeční ozvy pomohou odhalit vrozené i získané choroby jako stenózy (zúžení) a insuficience (nedomykavosti) chlopní, patologické změny na cévách a jiné stavy. Metoda se také používá při operacích a v pooperační péči. Fonokardiografie je spolu s EKG a sfygmografií součástí polygrafie.

## Další srdeční zvuky
Kromě ozev se vyskytují i přídavné (akcesorní) zvuky jako openning snap, systolický click, pozdní systolické klapnutí, gallop a abnormální zvuky – šelesty – kterých je mnoho druhů. Nejzákladnější dělení šelestů je na systolické a diastolické. Všechny tyto další srdeční zvuky mají velký diagnostický význam.